# Logový souborový systém
Logový souborový systém je v informatice typ souborového systému, který zapisuje data a metadata v souvislém proudu nazývaném log. Novější záznamy tak nahrazují předchozí, aniž by musely původní být přepsány.
Návrh logového souborového systému poprvé představil v roce 1988 John K. Ousterhout a Fred Douglis a poprvé jej implementoval Ousterhout a Mendel Rosenblum.

## Omezené přepisování
Některá úložná média pro souborové systémy, jako je flash paměť a CD-RW, degradují opakovanými zápisy až k nepoužitelnosti (mají omezený počet zápisů do jednoho místa). Proto jsou pro ně někdy používány logové souborové systémy, které umožňují zápisy rovnoměrně rozkládat po celém médiu (častěji je však používána pro rozkládání zápisů mezivrstva PWL (preemptive wear leveling). Mezi logové souborové systémy, které PWL nepotřebují, patří:
- UDF – současný souborový systém pro optická média (CD, DVD, Blu-ray, HD DVD)
- JFFS a JFFS2 – jednoduché souborové systémy pro NAND flash paměti
- UBIFS – zamýšlená náhrada JFFS2 (v Linuxu)
- LogFS – zamýšlená náhrada JFFS2 (v Linuxu)
- YAFFS – pro podporu NAND flash pamětí v různých systémech (včetně Linuxu)
- F2FS – nový souborový systém pro NAND flash paměti v Linuxu (vyvíjí firma Samsung)

## Další implementace
- NILFS